# Ecuador Open Quito 2015 - Qualificazioni singolare
Le qualificazioni del singolare  del Ecuador Open Quito 2015 sono state un torneo di tennis preliminare per accedere alla fase finale della manifestazione. I vincitori dell'ultimo turno sono entrati di diritto nel tabellone principale. In caso di ritiro di uno o più giocatori aventi diritto a questi sono subentrati i lucky loser, ossia i giocatori che hanno perso nell'ultimo turno ma che avevano una classifica più alta rispetto agli altri partecipanti che avevano comunque perso nel turno finale.

## Teste di serie
1. Thiemo de Bakker (primo turno)
2. Jason Kubler (secondo turno)
3. Adrian Ungur (secondo turno)
4. Gerald Melzer (qualificato)

1. André Ghem (qualificato)
2. Roberto Carballés Baena (ultimo turno)
3. Elias Ymer (primo turno)
4. Fabiano de Paula (secondo turno)

## Qualificati
1. André Ghem
2. Nicolás Jarry

1. Renzo Olivo
2. Gerald Melzer

## Tabellone

### Legenda
| - Q = Qualificato - WC = Wild card - LL = Lucky loser | - ALT = Alternate - SE = Special Exempt - PR = Protected Ranking | - w/o = Walkover - r = Ritirato - d = Squalificato |

### Sezione 1
|  | Primo turno       | Primo turno          | Primo turno          | Primo turno | Primo turno |  |  | Secondo turno        | Secondo turno        | Secondo turno  | Secondo turno | Secondo turno |   |   | Ultimo turno | Ultimo turno         | Ultimo turno | Ultimo turno | Ultimo turno |  |
|  |                   |                      |                      |             |             |  |  |                      |                      |                |               |               |   |   |              |                      |              |              |              |  |
|  | 1                 | Thiemo de Bakker     | Thiemo de Bakker     | 4           | 3           |  |  |                      |                      |                |               |               |   |   |              |                      |              |              |              |  |
|  |                   | Juan Ignacio Londero | Juan Ignacio Londero | 6           | 6           |  |  | Juan Ignacio Londero | Juan Ignacio Londero | 6              | 3             | 6             |   |   |              |                      |              |              |              |  |
|  | Iván Endara       | Iván Endara          | 7                    | 4           | 6           |  |  | Iván Endara          | Iván Endara          | 4              | 6             | 2             |   |   |              |                      |              |              |              |  |
|  | Bastian Trinker   | Bastian Trinker      | 5                    | 6           | 3           |  |  |                      |                      |                |               |               |   |   |              | Juan Ignacio Londero | 3            | 7            | 2            |  |
|  | Marcelo Demoliner | Marcelo Demoliner    | Marcelo Demoliner    | 1           | 4           |  |  |                      |                      | 5              | André Ghem    | 6             | 5 | 6 |              |                      |              |              |              |  |
|  | Cristian Garín    | Cristian Garín       | Cristian Garín       | 6           | 6           |  |  |                      | Cristian Garín       | Cristian Garín | 4             | 2             |   |   |              |                      |              |              |              |  |
|  |                   | Thiago Monteiro      | Thiago Monteiro      | 65          | 4           |  |  | 5                    | André Ghem           | André Ghem     | 6             | 6             |   |   |              |                      |              |              |              |  |
|  | 5                 | André Ghem           | André Ghem           | 7           | 6           |  |  |                      |                      |                |               |               |   |   |              |                      |              |              |              |  |

### Sezione 2
|  | Primo turno      | Primo turno      | Primo turno      | Primo turno | Primo turno |  |  | Secondo turno | Secondo turno    | Secondo turno    | Secondo turno | Secondo turno |   |   | Ultimo turno     | Ultimo turno     | Ultimo turno     | Ultimo turno | Ultimo turno |  |
|  |                  |                  |                  |             |             |  |  |               |                  |                  |               |               |   |   |                  |                  |                  |              |              |  |
|  | 2                | Jason Kubler     | Jason Kubler     | 6           | 6           |  |  |               |                  |                  |               |               |   |   |                  |                  |                  |              |              |  |
|  | WC               | Oliver Marach    | Oliver Marach    | 2           | 4           |  |  | 2             | Jason Kubler     | Jason Kubler     | 4             | 5             |   |   |                  |                  |                  |              |              |  |
|  | Guilherme Clezar | Guilherme Clezar | 6                | 5           | 6           |  |  |               | Guilherme Clezar | Guilherme Clezar | 6             | 7             |   |   |                  |                  |                  |              |              |  |
|  | Ryusei Makiguchi | Ryusei Makiguchi | 3                | 7           | 4           |  |  |               |                  |                  |               |               |   |   | Guilherme Clezar | Guilherme Clezar | Guilherme Clezar | 62           | 4            |  |
|  | Pedro Sakamoto   | Pedro Sakamoto   | Pedro Sakamoto   | 4           | 64          |  |  |               |                  | Nicolás Jarry    | Nicolás Jarry | Nicolás Jarry | 7 | 6 |                  |                  |                  |              |              |  |
|  | Nicolás Jarry    | Nicolás Jarry    | Nicolás Jarry    | 6           | 7           |  |  |               | Nicolás Jarry    | 6                | 2             | 7             |   |   |                  |                  |                  |              |              |  |
|  |                  | Mauricio Echazú  | Mauricio Echazú  | 1           | 1           |  |  | 8             | Fabiano de Paula | 1                | 6             | 64            |   |   |                  |                  |                  |              |              |  |
|  | 8                | Fabiano de Paula | Fabiano de Paula | 6           | 6           |  |  |               |                  |                  |               |               |   |   |                  |                  |                  |              |              |  |

### Sezione 3
|  | Primo turno | Primo turno       | Primo turno       | Primo turno | Primo turno |  |  | Secondo turno     | Secondo turno     | Secondo turno     | Secondo turno     | Secondo turno     |    |   | Ultimo turno | Ultimo turno | Ultimo turno | Ultimo turno | Ultimo turno |  |
|  |             |                   |                   |             |             |  |  |                   |                   |                   |                   |                   |    |   |              |              |              |              |              |  |
|  | 3           | Adrian Ungur      | Adrian Ungur      | 6           | 6           |  |  |                   |                   |                   |                   |                   |    |   |              |              |              |              |              |  |
|  |             | Hugo Dellien      | Hugo Dellien      | 3           | 4           |  |  | 3                 | Adrian Ungur      | 4                 | 6                 | 3                 |    |   |              |              |              |              |              |  |
|  | WC          | Sergio Galdós     | 6                 | 3           | 2           |  |  |                   | Renzo Olivo       | 6                 | 1                 | 6                 |    |   |              |              |              |              |              |  |
|  |             | Renzo Olivo       | 3                 | 6           | 6           |  |  |                   |                   |                   |                   |                   |    |   | Renzo Olivo  | Renzo Olivo  | Renzo Olivo  | 7            | 6            |  |
|  | Alt         | Enrico Becuzzi    | Enrico Becuzzi    | 0           | 1           |  |  |                   |                   | Christian Lindell | Christian Lindell | Christian Lindell | 64 | 3 |              |              |              |              |              |  |
|  |             | Christian Lindell | Christian Lindell | 6           | 6           |  |  | Christian Lindell | Christian Lindell | 62                | 6                 | 6                 |    |   |              |              |              |              |              |  |
|  |             | Iñigo Cervantes   | Iñigo Cervantes   | 6           | 6           |  |  | Iñigo Cervantes   | Iñigo Cervantes   | 7                 | 4                 | 2                 |    |   |              |              |              |              |              |  |
|  | 7           | Elias Ymer        | Elias Ymer        | 4           | 4           |  |  |                   |                   |                   |                   |                   |    |   |              |              |              |              |              |  |

### Sezione 4
|  | Primo turno | Primo turno               | Primo turno               | Primo turno | Primo turno |  |  | Secondo turno | Secondo turno           | Secondo turno           | Secondo turno           | Secondo turno |   |    | Ultimo turno | Ultimo turno  | Ultimo turno | Ultimo turno | Ultimo turno |  |
|  |             |                           |                           |             |             |  |  |               |                         |                         |                         |               |   |    |              |               |              |              |              |  |
|  | 4           | Gerald Melzer             | Gerald Melzer             | 6           | 6           |  |  |               |                         |                         |                         |               |   |    |              |               |              |              |              |  |
|  |             | Miguel Ángel Reyes Varela | Miguel Ángel Reyes Varela | 4           | 4           |  |  | 4             | Gerald Melzer           | Gerald Melzer           | 6                       | 7             |   |    |              |               |              |              |              |  |
|  |             | Pedro Bernardi            | Pedro Bernardi            | 4           | 4           |  |  | WC            | Johan Brunström         | Johan Brunström         | 3                       | 64            |   |    |              |               |              |              |              |  |
|  | WC          | Johan Brunström           | Johan Brunström           | 6           | 6           |  |  |               |                         |                         |                         |               |   |    | 4            | Gerald Melzer | 7            | 4            | 7            |  |
|  |             | Gonzalo Lama              | 3                         | 6           | 6           |  |  |               |                         | 6                       | Roberto Carballés Baena | 64            | 6 | 63 |              |               |              |              |              |  |
|  | WC          | Nicholas Monroe           | 6                         | 4           | 3           |  |  |               | Gonzalo Lama            | Gonzalo Lama            | 3                       | 4             |   |    |              |               |              |              |              |  |
|  |             | Andrea Collarini          | 5                         | 6           | 3           |  |  | 6             | Roberto Carballés Baena | Roberto Carballés Baena | 6                       | 6             |   |    |              |               |              |              |              |  |
|  | 6           | Roberto Carballés Baena   | 7                         | 3           | 6           |  |  |               |                         |                         |                         |               |   |    |              |               |              |              |              |  |